# Serie A 1935/1936
Soutěžní ročník Serie A 1935/1936 byl 36. ročník nejvyšší italské fotbalové ligy a 7. ročník pod názvem Serie A. Konal se od 22. září 1935 do 10. května 1936. Soutěž vyhrál potřetí ve své klubové kariéře Boloňa.
Nejlepším střelcem se stal italský hráč Giuseppe Meazza (Ambrosiana-Inter), který vstřelil 25 branek.

## Události

### Před sezonou
Nováčci z druhé ligy byl vítězný klub Janov, který se vrátil po roce strávené v nižší lize a Bari, která se vrátila po dvou letech. 
Obhájci titulu z Juventusu utrpěli v létě šok z náhlé smrti prezidenta Agnelliho. Kvůli šetření na mzdách odešel do konkurenční Ambrosiany Ferrari, také odešel Caligaris (Brescia) a do rodné Argentiny se po šesti letech vrátil Cesarini. Trenérem se stal Rosetta, který zvládal i hrát na pozici obránce. Bianconeri žádného špičkového hráče nepřivedlo a tak z juniorky přišly budoucí hvězdy Gabetto a Rava. Také Ambrosiana-Inter, kromě Ferrariho již neposílila. Do Milána přišel mladý brankář Zorzan (Vicenza), Řím se posílil o Allemandiho (Ambrosiana-Inter), Monzeglia (Boloňa), Cattanea (Alessandria) a Pastoreho (Perugia), naopak zpět domů se během sezony do Argentiny se vrátil střelec Guaita a též Scopelli. Do Brescie se po ročním hostování vrátil mladík Locatelli, který byl velký fotbalový talent. Do Janova přišel
Genta (Pavia), Vojak, Stábile (oba Neapol) a z Argentiny Evaristo. Záložník Baldo vyměnil Padovu za Lazio, Bruno Chizzo Udinese za Triestinu a do Boloně přišel Uruguayský obránce Andreolo.

### Během sezony
Po 12 kolech vedlo tabulku Boloňa s tříbodovým náskokem před Turínem a o čtyři před Juventusem. Poté tři zápasy prohrála a oba soupeři se ni dotáhly a  zimním šampionem se stal Juventus. V březnu se na první místo dostal Turín, jenže od 25. kola se do vedení dostala Boloňa a ta si titul pohlídala jak před Turínem, tak i před Římem. Z titulu se Boloňa radovala po sedmi letech, na 2. místě skončil Řím, který měl o jeden bod méně a 3. místo obsadil Turín se ztrátou dvou bodů. Obhájce minulých pěti ročníků Juventus, skončil na 5. místě. U Boloně bylo obdivuhodné že celou sezonu hrála se 14 hráči.
V zóně sestupu byla od začátku sezony namočena Brescia, která nakonec obsadila poslední místo a byla prvním jasným sestupujícím. O druhém sestupujícím klubu se rozhodovalo až do konce ligy. Nováček soutěže Bari poslední zápas prohrálo a tak čekalo na utkání jak dopadne Palermo, které mohlo zůstat v soutěži, kdyby vyhrála. Utkání prohrála a tak měla o dva body méně. Sestupovalo tak Palermo, které hrálo nejvyšší ligu čtyři sezony po sobě.

## Účastníci
| Klub             | Město       | Stadion                 | Trenér                                       | Nejlepší střelec                        |
| ---------------- | ----------- | ----------------------- | -------------------------------------------- | --------------------------------------- |
| Alessandria      | Alessandria | Campo del Littorio      | Rudolf Soutschek (1.–25. kolo) Karl Stürmer  | Umberto Busani (6)                      |
| Ambrosiana-Inter | Milán       | Arena Civica            | Gyula Feldmann (1.–25. kolo) Albino Carraro  | Giuseppe Meazza (25)                    |
| Bari             | Bari        | Stadio della Vittoria   | András Kuttik                                | Ettore Brossi, Raffaele Costantino (6)  |
| Boloňa           | Boloňa      | Stadio del Littoriale   | Árpád Weisz                                  | Angelo Schiavio (10)                    |
| Brescia          | Brescia     | Stadium di viale Piave  | Umberto Caligaris                            | Angelo Schiavetta (5)                   |
| Fiorentina       | Florencie   | Stadio Giovanni Berta   | Guido Ara                                    | Cinzio Scagliotti (9)                   |
| Janov            | Janov       | Stadio Luigi Ferraris   | VGyörgy Orth                                 | Julio Libonatti (7)                     |
| Juventus         | Turín       | Stadio Benito Mussolini | Virginio Rosetta                             | Guglielmo Gabetto (20)                  |
| Lazio            | Řím         | Stadio Nazionale        | Walter Alt (1.–27. kolo) József Viola        | Silvio Piola (19)                       |
| Milán            | Milán       | Campo San Siro          | Adolfo Baloncieri                            | Pietro Arcari (11)                      |
| Neapol           | Neapol      | Stadio Partenopeo       | Károly Csapkay                               | Giovanni Busoni (12)                    |
| Palermo          | Palermo     | Stadio del Littorio     | Gyula Lelovics (1.–9. kolo) Angelo Benincasa | Antonio Bonesini, Coriolano Palumbo (5) |
| Řím              | Řím         | Campo Testaccio         | Luigi Barbesino                              | Dante Di Benedetti (7)                  |
| Sampierdarenese  | Janov       | Stadio del Littorio     | Hermann Felsner (1.–18. kolo) Delfo Bellini  | Renato Cappellini (8)                   |
| Turín            | Turín       | Stadio Filadelfia       | Tony Cargnelli                               | Pietro Buscaglia (12)                   |
| Triestina        | Terst       | Campo del Littorio      | István Tóth                                  | Nereo Rocco, Germano Mian (10)          |

## Tabulka
| Poř. | Tým              | Z  | V  | R  | P  | VG | OG | B  |
| ---- | ---------------- | -- | -- | -- | -- | -- | -- | -- |
| 1.   | Boloňa           | 30 | 15 | 10 | 5  | 39 | 21 | 40 |
| 2.   | Řím              | 30 | 16 | 7  | 7  | 32 | 20 | 39 |
| 3.   | Turín            | 30 | 16 | 6  | 8  | 49 | 33 | 38 |
| 4.   | Ambrosiana-Inter | 30 | 14 | 8  | 8  | 61 | 34 | 36 |
| 5.   | Juventus         | 30 | 13 | 9  | 8  | 46 | 33 | 35 |
| 6.   | Triestina        | 30 | 10 | 12 | 8  | 46 | 39 | 32 |
| 7.   | Lazio            | 30 | 11 | 8  | 11 | 48 | 42 | 30 |
| 8.   | Milán            | 30 | 10 | 8  | 12 | 40 | 41 | 28 |
| 9.   | Neapol           | 30 | 11 | 6  | 13 | 42 | 45 | 28 |
| 10.  | Alessandria      | 30 | 9  | 10 | 11 | 34 | 37 | 28 |
| 11.  | Janov            | 30 | 7  | 14 | 9  | 38 | 44 | 28 |
| 12.  | Fiorentina       | 30 | 10 | 7  | 13 | 32 | 42 | 27 |
| 13.  | Sampierdarenese  | 30 | 9  | 9  | 12 | 32 | 49 | 27 |
| 14.  | Bari             | 30 | 7  | 11 | 12 | 26 | 38 | 25 |
| 15.  | Palermo          | 30 | 10 | 3  | 17 | 24 | 50 | 23 |
| 16.  | Brescia          | 30 | 5  | 6  | 19 | 21 | 42 | 16 |

Poznámky
- Z = Odehrané zápasy; V = Vítězství; R = Remízy; P = Prohry; VG = Vstřelené góly; OG = Obdržené góly; B = Body
- za výhru 2 body, za remízu 1 bod, za prohru 0 bodů.
- při rovnosti bodů rozhodoval rozdíl mezi vstřelených a obdržených branek.

|  | Mistr ligy + kvalifikoval se na Středoevropský pohár 1936 |
|  | Kvalifikoval se na Středoevropský pohár 1936              |
|  | Sestup do Serie B                                         |

## Statistiky

### Výsledková tabulka
|             | Alessandria | Ambrosiana | Bari | Boloňa | Brescia | Fiorentina | Janov | Juventus | Lazio | Milán | Neapol | Palermo | Řím | Sampier. | Turín | Triestina |
| ----------- | ----------- | ---------- | ---- | ------ | ------- | ---------- | ----- | -------- | ----- | ----- | ------ | ------- | --- | -------- | ----- | --------- |
| Alessandria | –           | 2:2        | 2:0  | 1:1    | 5:0     | 2:1        | 1:0   | 3:2      | 2:0   | 6:1   | 2:3    | 1:0     | 1:0 | 1:1      | 0:2   | 0:0       |
| Ambrosiana  | 2:1         | –          | 2:0  | 3:1    | 1:0     | 0:2        | 3:0   | 4:0      | 3:1   | 1:1   | 4:2    | 4:0     | 5:1 | 3:0      | 4:0   | 5:0       |
| Bari        | 4:0         | 2:1        | -    | 0:0    | 1:1     | 0:0        | 3:2   | 1:1      | 1:1   | 0:2   | 0:0    | 1:0     | 0:1 | 1:1      | 2:0   | 0:0       |
| Boloňa      | 1:1         | 3:0        | 0:2  | –      | 1:0     | 1:0        | 4:1   | 2:1      | 2:0   | 4:1   | 2:1    | 1:0     | 2:0 | 0:0      | 2:0   | 3:0       |
| Brescia     | 1:1         | 1:0        | 1:2  | 2:1    | –       | 2:0        | 0:0   | 0:1      | 3:1   | 1:2   | 2:0    | 0:1     | 1:1 | 1:2      | 2:2   | 0:0       |
| Fiorentina  | 0:0         | 2:3        | 2:2  | 0:1    | 1:0     | –          | 2:1   | 1:1      | 2:1   | 3:1   | 2:0    | 2:1     | 1:2 | 1:1      | 0:2   | 3:1       |
| Janov       | 0:0         | 2:2        | 0:0  | 1:1    | 2:0     | 2:2        | –     | 1:1      | 3:2   | 3:3   | 2:2    | 2:0     | 2:1 | 3:0      | 0:2   | 2:2       |
| Juventus    | 4:0         | 1:0        | 0:0  | 0:0    | 1:0     | 0:0        | 4:0   | –        | 2:1   | 3:1   | 2:2    | 3:1     | 1:3 | 7:2      | 2:1   | 3:0       |
| Lazio       | 3:0         | 0:0        | 2:1  | 1:1    | 3:0     | 1:0        | 1:1   | 3:0      | –     | 2:2   | 3:1    | 3:0     | 0:1 | 5:0      | 1:1   | 3:2       |
| Milán       | 2:0         | 2:2        | 4:0  | 1:2    | 2:1     | 1:0        | 1:0   | 2:1      | 5:0   | –     | 0:1    | 3:1     | 0:0 | 1:2      | 0:1   | 0:0       |
| Neapol      | 1:0         | 3:2        | 2:0  | 0:1    | 1:0     | 4:0        | 2:1   | 0:1      | 1:2   | 1:0   | –      | 3:0     | 1:2 | 4:2      | 0:1   | 2:2       |
| Palermo     | 1:0         | 1:1        | 2:1  | 2:0    | 3:2     | 1:3        | 0:1   | 1:0      | 2:1   | 0:0   | 2:2    | –       | 1:3 | 2:0      | 0:1   | 1:0       |
| Řím         | 3:1         | 0:0        | 3:0  | 1:0    | 1:0     | 0:1        | 0:0   | 1:1      | 1:0   | 0:0   | 1:0    | 0:1     | –   | 2:0      | 1:0   | 1:0       |
| Sampier.    | 1:1         | 1:0        | 2:1  | 0:0    | 2:0     | 1:0        | 1:2   | 0:1      | 2:2   | 3:1   | 2:2    | 2:0     | 0:2 | –        | 2:0   | 2:2       |
| Turín       | 1:0         | 3:3        | 2:0  | 0:0    | 2:0     | 5:0        | 4:4   | 2:2      | 0:2   | 2:1   | 1:0    | 5:0     | 1:0 | 3:0      | –     | 5:3       |
| Triestina   | 0:0         | 2:1        | 4:1  | 2:2    | 2:0     | 5:1        | 0:0   | 1:0      | 3:3   | 1:0   | 6:1    | 5:0     | 0:0 | 1:0      | 2:0   | –         |

### Střelecká listina
| Pořadí | Jméno               | Klub             | Branky |
| ------ | ------------------- | ---------------- | ------ |
| 1.     | Giuseppe Meazza     | Ambrosiana-Inter | 25     |
| 2.     | Guglielmo Gabetto   | Juventus         | 20     |
| 3.     | Silvio Piola        | Lazio            | 19     |
| 4.     | Giovanni Busoni     | Livorno          | 12     |
| 4.     | Alfredo De Vincenzi | Ambrosiana-Inter | 12     |
| 6.     | Pietro Arcari       | Milán            | 11     |
| 7.     | Germano Mian        | Triestina        | 10     |
| 7.     | Nereo Rocco         | Triestina        | 10     |
| 7.     | Angelo Schiavio     | Boloňa           | 10     |
| 7.     | Onesto Silano       | Turín            | 10     |

## Vítěz
| Serie A Vítěz pro rok 1935/36 |
| ----------------------------- |
| Bologna FC 1909               |
|                               |